# Pseuderythrolophus geminipuncta
Pseuderythrolophus geminipuncta är en fjärilsart som beskrevs av Louis Beethoven Prout 1934. Pseuderythrolophus geminipuncta ingår i släktet Pseuderythrolophus och familjen mätare. Inga underarter finns listade i Catalogue of Life.